# Isopterygium elodes
Isopterygium elodes är en bladmossart som beskrevs av Potier de la Varde 1956. Isopterygium elodes ingår i släktet Isopterygium och familjen Hypnaceae. Inga underarter finns listade i Catalogue of Life.